# 第吉那早熟禾
第吉那早熟禾（学名：[Poa digena] 错误：{{Lang}}：文本有斜体标记（帮助））为禾本科早熟禾属下的一个种。